# Premier district congressionnel de l'Illinois
Le 1er district congressionnel de l'Illinois est un district de l'État américain de l'Illinois. Basé dans le comté de Cook, le district comprend une grande partie des quartiers sud (South Side) de la ville de Chicago et continue vers le sud-ouest jusqu'à Joliet.
De 2003 au début de 2013, il s'est étendu dans la banlieue sud-ouest de la ville jusqu'à la frontière du comté de Will et a couvert 97,84 miles carrés (253,4 km2), ce qui en fait l'un des 40 plus petits districts des États-Unis (bien qu'il y ait quatre petits districts dans l'Illinois). Le district avait une population à 65 % afro-américaine, le pourcentage le plus élevé de tous les districts congressionnel du pays, mais ce pourcentage est maintenant tombé à 52 %. Il comprend la maison de l'ancien président Barack Obama.
Le 1er est un district majoritairement minoritaire, et ce depuis au moins les années 1920. En 1929, il est devenu le premier district du XXe siècle à envoyer un Afro-Américain au Congrès lorsque le Républicain Oscar Stanton De Priest a été élu pour représenter le district. Depuis lors, le 1er est représenté par un membre afro-américain du Congrès, la plus longue période de représentation noire en cours pour un siège à la Chambre des Représentants. Depuis le redécoupage par la législature de l'État après le recensement de 2010, la population est à 51,3 % noire, 40,6 % blanche et 9,8 % hispanique.
Le district est actuellement représenté par le Démocrate Jonathan Jackson qui a été élu pour succéder au titulaire de longue date Bobby Rush.

## Histoire
Le district était adjacent au 2e district à l'est et au sud, au 7e district au nord et aux 3e et 13e districts à l'ouest, et bordait également le 11e district à son coin sud-ouest. La frontière nord-est du district suivait le rivage du lac Michigan sur près d'un mile.
Le district a été créé à la suite du recensement américain de 1830 et a vu le jour en 1833, cinq mois avant que Chicago ne soit organisée en ville ; l'État était auparavant représenté à la Chambre des représentants des États-Unis avec un représentant élu at-large. Le district comprenait le sud-ouest de l'Illinois jusqu'en 1853,. Il comprenait la bordure nord de l'État jusqu'en 1863. Depuis cette époque, le district a inclus tout ou partie du Comté de Cook ; depuis 1883, la population du district réside principalement dans le quartier sud de Chicago. Les populations historiques reflétaient des vagues d'immigration dans la région : les populations majoritaires précédentes étaient de souche irlandaise, allemande et d'Europe de l'Est. À partir du milieu du XIXe siècle, les Irlandais ont été les premiers à établir leur contrôle physique et politique de la zone du côté sud de la ville.
L'actuel 1er district a une population à majorité minoritaire : 51,3 % des habitants sont afro-américains. Il est représenté au Congrès par des Afro-Américains depuis 1929. Des dizaines de milliers d'Afro-Américains ont déménagé à Chicago depuis le sud rural lors de la Grande Migration. Ils ont été confinés par discrimination au South Side de Chicago et ont progressivement remplacé les Blancs ethniques qui ont déménagé en banlieue. À un moment donné au cours des années 1980, plus de 90 % des habitants du district étaient noirs.
Alors que les redécoupages successifs ont donné au district un plus grand pourcentage d'électeurs blancs, il reste l'un des districts démocrates les plus fiables du pays avec un CPVI de D+28, c'est le quatrième district le plus démocrate des huit qui divisent Chicago. Le district n'a pas envoyé de Républicain à la Chambre des représentants des États-Unis depuis 1935. Après que le mouvement des droits civiques a obtenu le soutien du Parti Démocrate national pour une législation majeure visant à rétablir les droits constitutionnels, y compris le droit de vote dans le Sud, la plupart des Afro-Américains se sont déplacés pour soutenir le Parti Démocrate. Les candidats démocrates au Congrès reçoivent régulièrement plus de 80 % des voix ici. La tendance démocrate s'étend jusqu'au niveau national ; depuis les années 1950, les candidats démocrates à la présidence ont généralement remporté le district avec bien plus de 70 % des voix, et n'ont pas fait pire que 64 %.

### Géographie
Basé à Chicago, le district comprend les quartiers d'Auburn Gresham, Burnside, Chatham et Greater Grand Crossing ; presque tout West Englewood ; la partie d'Englewood au sud de la 57e rue ; la partie de Woodlawn à l'ouest de Stony Island Avenue (c'est-à-dire à l'exclusion de Jackson Park) ; la moitié sud de Kenwood (maison du président Barack Obama) ; la partie est d'Ashburn ; des parties d'Avalon Park, Calumet Heights, Chicago Lawn, Douglas, Grand Boulevard, Hyde Park, Morgan Park, New City, Oakland, Roseland, South Shore, Washington Heights et Washington Park ; la partie de Beverly au sud-est de la 97e rue et de Prospect Avenue ; la partie de West Pullman au sud-ouest de la 119e rue et de l'avenue Racine ; et environ deux blocs carrés à l'angle nord-ouest de South Chicago.
La zone du district au sud de la 95e rue est presque entièrement à l'ouest de l'Interstate 57. Le district comprend les municipalités de Crestwood, Evergreen Park, Midlothian, Posen et Robbins, la quasi-totalité d'Alsip, Blue Island et Oak Forest, des parties de Calumet Park, Dixmoor, Markham, Orland Hills, Orland Park, Palos Heights, Tinley Park et Worth, et quelques petites sections de Country Club Hills et Riverdale.

### Démographie
Au XXe siècle, après la grande migration du sud et la concentration des Noirs du côté sud en raison de la ségrégation résidentielle de facto, le district est devenu le premier du pays avec une population à majorité noire. Depuis les années 1920, il comprend la zone centrale de la communauté afro-américaine du côté sud de Chicago. Plus de 85 % des habitants du district étaient noirs pendant la période des années 1950 aux années 1980, mais le redécoupage depuis cette époque - qui a redessiné les lignes de district dans le but de maintenir trois districts de Chicago avec des populations noires dépassant 60 % - a réduit le pourcentage des habitants noirs du quartier à 70 % dans les années 1990. Le chiffre actuel est de 65 %. La migration vers l'extérieur a entraîné une diminution de la population du côté sud au fil des ans, et le district a été étendu géographiquement vers le sud-ouest pour gagner des résidents, d'autant plus que la délégation du Congrès de l'État a été réduite en nombre en raison des changements de population et de la redistribution. Le district, qui ne couvrait que neuf miles carrés dans les années 1950, est maintenant plus de dix fois plus grand. Près de la moitié de sa superficie actuelle a été ajoutée pour les années 2000.
La population du district a chuté de 27 % dans les années 1950 et de 20 % dans les années 1970 et 1980, en raison de l'émigration vers la banlieue et du fait que des personnes ont quitté la région en raison de la perte d'emplois. Lors du redécoupage après le recensement américain de 1990, le district a été étendu à la banlieue pour la première fois en 90 ans. Chicago abrite 70 % des habitants du district (contre 90 % dans les années 1990), bien qu'environ 60 % de la superficie du district se trouve à l'extérieur de la frontière de la ville. La population blanche du quartier (près de 30 % de ses habitants) est concentrée dans les zones suburbaines et dans quelques quartiers de Chicago comme Hyde Park. Les groupes ethniques blancs les plus importants du district sont les irlandais (7,1 %), les allemands (6,2 %), les polonais (4,5 %) et les italiens (3,2 %), reflétant la démographie des 3e et 13e districts congressionnels voisins. Il existe également d'importantes populations néerlandaises, suédoises, tchèques, palestiniennes, grecques et lituaniennes dans la région de Oak Forest, Orland Park et Tinley Park, les trois plus grandes banlieues du district.
La région de Kenwood-Hyde Park a eu pendant plusieurs décennies une importante communauté juive. Les bâtiments existants témoignent de son histoire, puisque l'ancien temple Kehilath Anshe Ma'ariv (son deuxième emplacement) est le siège de l'opération PUSH/Rainbow Coalition de Jesse Jackson depuis 1971. La région comprend également une présence notable de musulmans noirs et est la maison du chef de la Nation of Islam Louis Farrakhan à Kenwood.
En 2000, 38 % des résidents adultes du district étaient mariés.

## Redécoupage

### 2011
En 2011, à la suite du recensement de 2010, la législature de l'État a été redécoupée. Il a élargi le district pour couvrir des parties des comtés de Cook et Will. Après redécoupage, tout ou partie d'Alsip, Blue Island, Calumet Park, Chicago, Country Club Hills, Crestwood, Dixmoor, Elwood, Evergreen Park, Frankfort, Frankfort Square, Harvey, Manhattan, Markham, Merrionette Park, Midlothian, Mokena, New Lenox, Oak Forest, Oak Lawn, Orland Hills, Orland Park, Palos Heights, Posen, Riverdale, Robbins, Tinley Park et Worth sont inclus. Le Représentant de ces districts a été élu lors des élections primaires et générales de 2012, et les limites sont entrées en vigueur le 3 janvier 2013.

### 2021
| #   | Comté    | Siège    | Population |
| --- | -------- | -------- | ---------- |
| 31  | Cook     | Chicago  | 5 173 146  |
| 91  | Kankakee | Kankakee | 106 601    |
| 197 | Will     | Joliet   | 697 252    |

### Villes et census-designated places de 10 000 habitants ou plus
- Chicago - 2 665 039
- Joliet - 150 362
- Orland Park - 58 703
- Tinley Park - 55 971
- Oak Forest - 27 478
- New Lenox - 27 214
- Lockport - 26 094
- Homer Glen - 24 543
- Blue Island - 22 558
- Harvey - 20 324
- Frankfort - 20 296
- Evergreen Park - 19 943
- Mokena - 19 887
- Matteson - 19 073
- Alsip - 19 063
- Bourbonnais - 18 164
- Lemont - 17 629
- Country Club Hills - 16 775
- Bradley - 15 419
- Midlothian - 14 325
- Channahon - 13 383
- Minooka - 12 758
- Markham - 11 661
- Crestwood - 10 826
- Riverdale - 10 663

### Villes 2 500 à 10 000 personnes
- Manhattan - 9 385
- Manteno - 9 210
- Frankfort Square - 8 968
- Calumet Park - 7 025
- Braidwood - 6 194
- Coal City - 5 705
- Wilmington - 5 664
- Posen - 5 632
- Palos Park - 4 899
- Robbins - 4 629
- Dixmoor - 2 973
- Diamond - 2 640

À partir du redécoupage de 2020, le district sera toujours centré principalement autour de South Side Chicago, maintenant avec une plus grande partie du Comté de Will et un coin du nord du Comté de Kankakee.
Le 1er district englobe les quartiers de Chicago d'Oakland, Burnham Park, Auburn Gresham, Washington Heights, Greater Grand Crossing, Chatham et Burnside ; la plupart d'Ashburn, Roseland et Calumet Heights ; la partie ouest de Kenwood et Woodlawn ; et des parties de South Deering, Near South Side, Douglas, Chicago Lawn, South Shore, South Chicago, Hyde Park, Washington Park, Morgan Park et Mt. Greenwood.
En dehors des limites de la ville de Chicago, le district comprend les communautés du Comté de Cook de Midlothian, Posen et Robbins ; la majeure partie de Blue Island, la partie sud de Lemont et des parties d'Oak Forest, d'Orland Park, de Crestwood et de Beverly.
Le Comté de Will est divisé entre ce district, le 2e district et le 14e district. Les 1er et 2e districts sont divisés par South Harlem Ave, West Peotone Rd, North Peotone Rd, West Kennedy Rd, Rock Creek et South Center Rd. Les 1er et 14e districts sont divisés par West 135th St, High Rd, Chicago Sanitary & Ship Canal, Thornton St, East 9th St, Madison St, East 12th St, East Division St, South Farrell Rd, Midewin National Tail Grass Prairie, West Schweizer Rd, Channahon Rd, DuPage River et Canal Road North. Le 1er district comprend les municipalités de Homer Glen, Braidwood, Minooka, Wilmington, Manhattan, Frankfort, Channahon et New Lenox ; Lockport à l'est du Chicago Sanitary & Ship Canal et une partie de Joliet.
Le comté de Kankakee est divisé entre ce district et le 2e district. Ils sont divisés par North 5000E Rd, East 6000N Rd, Cardinal Drive, Durham St, East Armor Rd, East Marsile St, Bisallion Ave et la rivière Kankakee. Le 1er arrondissement englobe les communes de Manteno, la moitié du Bourbannais et une partie de Bradley.

## Économie
Le départ de l'industrie sidérurgique, ainsi que d'autres emplois manufacturiers du côté sud au cours des dernières décennies, a créé des difficultés économiques que la région tente toujours de surmonter. Le revenu médian des ménages du district en 2000, 37 222 $, était inférieur à la moyenne nationale de 11,4 %. Le taux de chômage (7,6 %) était plus du double du taux national et près de 20 % des habitants du district vivaient dans la pauvreté. Ces problèmes sont plus prononcés dans la partie Chicago du district - 14 des 18 banlieues du district avaient un revenu médian des ménages supérieur à 40 000 $ en 1999, les six plus riches étant regroupés dans le coin sud-ouest du district. Mais les quartiers noirs de la classe moyenne de Chicago, tels qu'Avalon Park et Chatham, sont restés plus stables, de même que le quartier plus huppé de Hyde Park-Kenwood. La santé et l'enseignement supérieur constituent aujourd'hui des secteurs économiques majeurs de la région.
Les hôpitaux du district comprennent Oak Forest Hospital à Oak Forest et Providence Hospital du Comté de Cook à Grand Boulevard, tous deux faisant partie du bureau des services de santé du Comté de Cook, ainsi que les University of Chicago Hospitals à Hyde Park, Little Company of Mary Hospital à Evergreen Park, le Holy Cross Hospital à Chicago Lawn, le St. Francis Hospital à Blue Island, l'hôpital Jackson Park à South Shore et l'hôpital St. Bernard à Englewood.
Les établissements d'enseignement locaux comprennent l'Université de Chicago à Hyde Park, l'Illinois Institute of Technology (IIT) à Douglas, le Trinity Christian College à Palos Heights et le Kennedy-King College, une université de la ville de Chicago, à Englewood, et l'Université d'État de Chicago à Roseland directement à l'extérieur du district à sa limite sud ; en outre, il existe cinq séminaires à Hyde Park : Catholic Theological Union, Chicago Theological Seminary, Lutheran School of Theology, McCormick Theological Seminary et Meadville Lombard Theological School.
L'US Cellular Field, domicile des White Sox de Chicago, se trouve à moins de 300 m à l'ouest de la frontière nord-ouest du district. Parmi les autres attractions culturelles et de divertissement de la région, citons le DuSable Museum of African American History à Washington Park, Chicago et le First Midwest Bank Amphiteatre à Tinley Park ; plusieurs kilomètres carrés du Cook County Forest Preserves se trouvent sur trois côtés de Oak Forest, et Oak Forest's Gaelic Park abrite le Irish Fest, organisé chaque année le week-end du Memorial Day. Les présences commerciales et industrielles dans le district incluent Panduit Corporation, un fabricant d'électricité à Tinley Park ; Parco Foods [4], un fabricant de biscuits à Blue Island et Midwest Suburban Publishing, éditeur du Southtown Star, à Tinley Park.
En plus de Washington Park et des sites associés à l'Université de Chicago et à l'IIT, les emplacements des districts inscrits au registre national des lieux historiques comprennent :
| - Chicago Beach Hotel, Hyde Park - Arthur H. Compton House National Historic Landmark, Hyde Park - East Park Towers, Hyde Park - Eighth Regiment Armory, Douglas - Four Nineteen Building, Chatham - Garden Homes Historic District, Chatham - Grand Crossing Park, Greater Grand Crossing - Hamilton Park, Englewood - Anton E. Hanson House, South Shore - Isadore H. Heller House National Historic Landmark, Hyde Park - Hotel Windermere East, Hyde Park - Hyde Park-Kenwood Historic District - Jackson Park Historic Landscape District and Midway Plaisance, Hyde Park/Washington Park - Kehilath Anshe Ma'ariv Synagogue, Douglas - Frank R. Lillie House National Historic Landmark, Hyde Park - Mayfair Apartments, Hyde Park | - Robert A. Millikan House National Historic Landmark, Hyde Park - The Narragansett, Kenwood - Overton Hygienic Building, Douglas - Poinsettia Apartments, Hyde Park - Frederick C. Robie House National Historic Landmark, Hyde Park - Martin Roche-John Tait House, Douglas - Robert Roloson Houses, Douglas - St. Thomas Church and Convent, Hyde Park - South Park Manor Historic District, Greater Grand Crossing - Lorado Taft Midway Studios National Historic Landmark, Woodlawn - George R. Thorne House, Midlothian - Unity Hall, Douglas - Victory Monument, Douglas - Karl Vogt Building, Tinley Park - Ida B. Wells-Barnett House National Historic Landmark, Douglas - The Yale, Englewood - Joshua P. Young House, Blue Island |

## Politique
Les démocrates dominent régulièrement la politique dans le district, le principal objectif de la compétition étant la primaire du parti. Seulement deux fois depuis 1966, un candidat républicain au Congrès a obtenu plus de 20 % des voix, et le candidat démocrate a dépassé 80 % dans chaque course présidentielle pendant cette période. L'expansion du quartier dans les banlieues dans les années 1990 a intégré une population qui a voté plus souvent républicain ; le soutien républicain a dépassé la barre des 10 % et George W. Bush a obtenu 17 % des voix ici en 2004. Il s'agit de la meilleure performance d'un candidat républicain à la présidence dans le district depuis plus de 40 ans.
Le quartier compte depuis le début des années 1970 des représentants élus en désaccord avec l'establishment démocrate de la ville. William L. Dawson, représentant américain de 1943 à 1970, a maintenu la loyauté du district envers le maire Richard J. Daley. Son successeur Ralph Metcalfe a initialement maintenu cette position, mais a publiquement rompu avec Daley à propos d'un incident de brutalité policière en 1972, établissant une rupture qui persiste. Lorsque Metcalfe est décédé moins d'un mois avant les élections de 1978, les responsables du parti démocrate ont nommé le loyaliste Bennett M. Stewart pour prendre sa place sur le bulletin de vote, et les républicains ont remplacé leur candidat par A.A. « Sammy » Rayner, un ancien conseiller municipal démocrate. Malgré le soutien de campagne de Jackson pour Rayner, Stewart a remporté l'élection, bien que Rayner ait obtenu plus de 40 % des voix.
Stewart n'a servi qu'un seul mandat et a perdu la primaire démocrate de 1980 face au candidat réformateur Harold Washington. Il a quitté le Congrès en 1983 après avoir été élu maire, après avoir remporté une primaire controversée à trois voix avec 37 % des voix. Son successeur au Congrès était l'organisateur syndical Charles Hayes. Hayes a perdu la primaire de 1992 au profit de Bobby Rush par une marge de 42 à 39 % à la suite du scandale bancaire de la Chambre, dans lequel il a été révélé que Hayes avait 716 découverts sur son compte courant du Congrès. Rush avait déjà perdu les primaires de 1988 et 1990 face à Hayes.

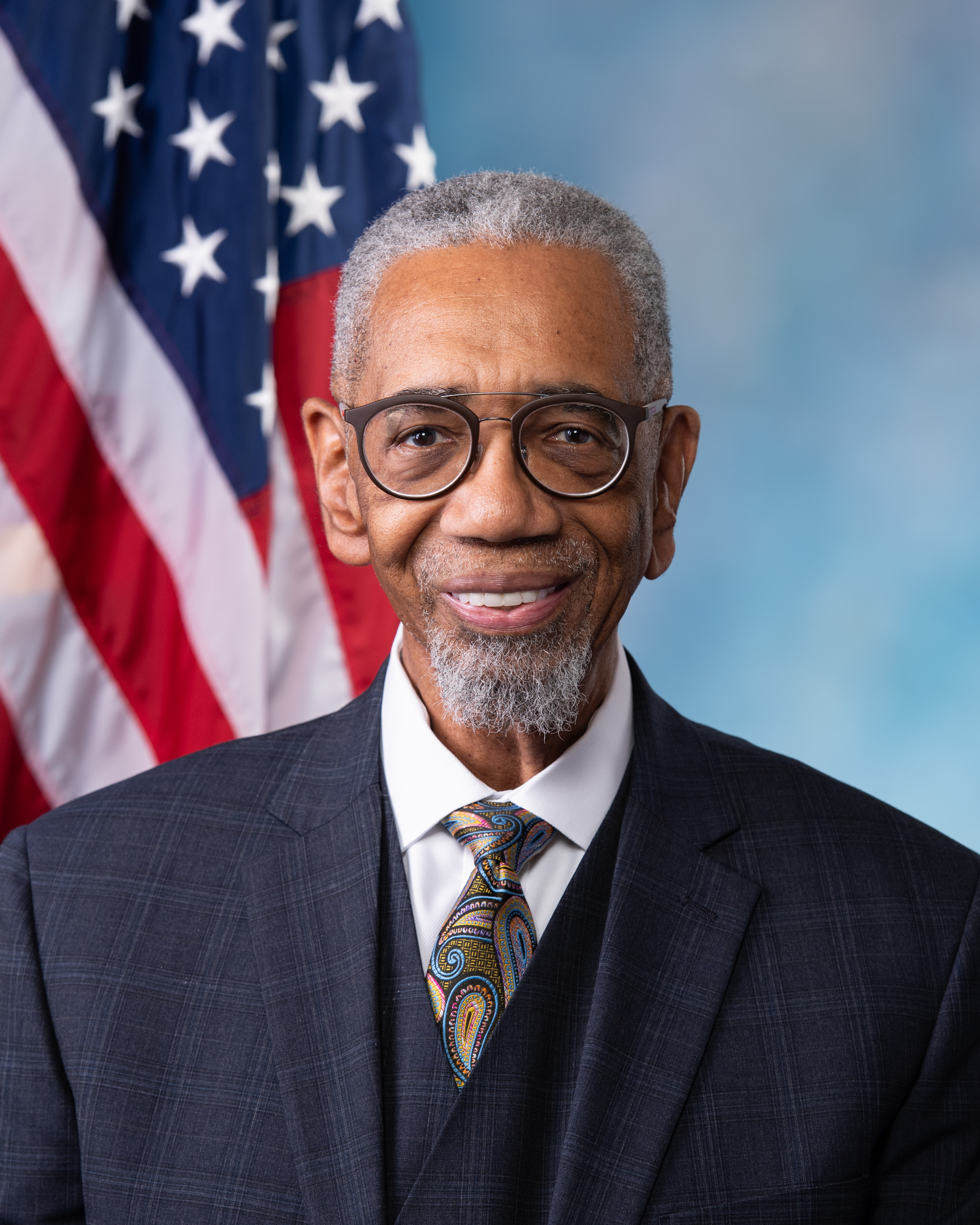
Bobby Rush

Rush a été cofondateur des Illinois Black Panthers en 1968, établissant un programme de petits déjeuners gratuits pour les enfants pauvres et une clinique de dépistage de l'anémie falciforme. Il est devenu conseiller municipal de Chicago de 1983 jusqu'à son élection au Congrès et a été un allié du maire de Washington dans les guerres du Conseil des années 1980. Il a maintenu un record de vote solidement libéral au Congrès, votant systématiquement avec la position démocrate plus de 90 % du temps. Lorsqu'il a rompu avec le parti, c'est généralement pour prendre des positions encore plus libérales, plutôt que celles détenues par les républicains. Rush s'est opposé au titulaire Richard M. Daley lors de l' élection du maire de Chicago en 1999, mais malgré le soutien de ses collègues membres du Congrès Jesse Jackson Jr. et Danny Davis, il n'a été soutenu que par trois des 50 échevins et a perdu l'élection par une marge de 72 –28 %. Il avait un avantage de 55 à 45 % parmi les électeurs noirs. Lors de la primaire du Congrès de 2000, Rush a émergé avec une victoire de 61 à 30 % sur le challenger Barack Obama. Le redécoupage après le recensement américain de 2000 a déplacé la maison d'Obama dans le deuxième district, bien qu'il soit depuis revenu dans le premier district.
Au Congrès, Rush s'est concentré sur les questions de revitalisation urbaine, et il était un fervent partisan des efforts de contrôle des armes à feu avant que son fils adulte Huey (du nom du chef des Black Panthers Huey Newton) ne soit tué dans une agression en 1999, et est resté un partisan du contrôle des armes à feu depuis. Rush a généralement reçu des notes parfaites de 100 de la part de groupes syndicaux, notamment l'AFL-CIO et l'AFSCME, et parfois aussi d'Americans for Democratic Action, de l'ACLU et de la National Abortion Rights Action League. Il a reçu les notes correspondantes de 0 de l'Union conservatrice américaine au cours de six de ses 12 premières années au pouvoir.

## Historique de vote
| Année | Poste             | Résultats                   |
| ----- | ----------------- | --------------------------- |
| 2016  | Président         | Clinton 71,9 % – 24,0 %     |
| 2016  | Sénat             | Duckworth 71,9 % – 23,5 %   |
| 2018  | Gouverneur        | Pritzker 71,2 % – 24,4 %    |
| 2018  | Procureur Général | Raoul 71,1 % – 26,9 %       |
| 2018  | Secrétaire d'État | White 80,1 % – 18,0 %       |
| 2020  | Président         | Biden 70,5 % – 28,1 %       |
| 2020  | Sénat             | Durbin 61,1 % – 25,2 %      |
| 2022  | Sénat             | Duckworth 69,5 % – 29,2 %   |
| 2022  | Gouverneur        | Pritzker 67,7 % – 30,0 %    |
| 2022  | Procureur Général | Raoul 68,2 % – 30,1 %       |
| 2022  | Secrétaire d'État | Giannoulias 68,2 % – 29,9 % |

## Représentants connus
| Representative        | Notes |
| --------------------- | --- |
| John Reynolds         | Juge Assesseur de la Cour Suprême de l'Illinois (1818 - 1824) Élu 4e Gouverneur de l'Illinois (1830 - 1834)                                                        |
| William Henry Bissell | Élu 11e Gouverneur de l'Illinois (1857 - 1860) |
| John Wentworth        | Élu 21e Maire de Chicago (1860 - 1861) |
| Elihu B. Washburne    | Doyen de la Chambre des Représentants (1863 - 1869) Désigné 25e Secrétaire d'État des États-Unis (1869) Désigné Ambassadeur des États-Unis en France (1869 - 1877) |
| John Blake Rice       | Élu 24e Maire de Chicago (1865 - 1869) |
| Norman B. Judd (en)   | Désigné Ambassadeur des États-Unis en Prusse (1867 - 1871) |
| Charles B. Farwell    | Élu Sénateur de l'Illinois (1887 - 1891) |
| James Robert Mann     | Leader de la Minorité de la Chambre des Représentants (1911 - 1919)                                                                                                |
| William L. Dawson     | A été Premier Lieutenant dans l'U.S. Army durant la Première Guerre Mondiale (1917 - 1919)                                                                         |
| Ralph Metcalfe        | Olympien (1932 et 1936) A été Premier Lieutenant dans l'U.S. Army durant la Première Guerre Mondiale (1942 - 1945)                                                 |
| Harold Washington     | Élu 51e Maire de Chicago (1983 - 1987) Premier Afro-Américain Maire de Chicago                                                                                     |

## Liste des Représentants du district
| Membre                    | Parti                      | Années                              | Congrès        | Histoire électorale | Zone géographique |
| ------------------------- | -------------------------- | ----------------------------------- | -------------- | --- | ----------------- |
| Charles Slade (en)        | Jacksonien (en)            | 4 mars 1833 - 26 juillet 1834       | 23e            | Élu en 1832. Décès. | 1833-1843         |
| Vacant                    | Vacant                     | 26 juillet 1834 - 1er décembre 1834 |                | | 1833-1843         |
| John Reynolds             | Jacksonien (en)            | 1er décembre 1834 - 3 mars 1837     | 23e , 24e      | Élu pour terminer le mandat de Slade. Réélu en 1834. Perd sa réélection. | 1833-1843         |
| Adam W. Snyder (en)       | Démocrate                  | 4 mars 1837 - 3 mars 1839           | 25e            | Élu en 1836. Retrait. | 1833-1843         |
| John Reynolds             | Démocrate                  | 4 mars 1839 - 3 mars 1843           | 26e , 27e      | Élu en 1838. Réélu en 1840. | 1833-1843         |
| Robert Smith (en)         | Démocrate                  | 4 mars 1843 - 3 mars 1847           | 28,2928e , 29e | Élu en 1842. Réélu en 1844. Réélu en 1846. | 1843 – 1853       |
| Robert Smith (en)         | Démocrate Indépendant (en) | 4 mars 1847 - 3 mars 1849           | 30e            | Élu en 1842. Réélu en 1844. Réélu en 1846. | 1843 – 1853       |
| William H. Bissell        | Démocrate                  | 4 mars 1849 - 3 mars 1853           | 31e , 32e      | Élu en 1848. Réélu en 1850. | 1843 – 1853       |
| Elihu B. Washburne        | Whig                       | 4 mars 1853 - 3 mars 1855           | 33e            | Élu en 1852. Réélu en 1854. Réélu en 1856. Réélu en 1858. Réélu en 1860. | 1853 – 1863       |
| Elihu B. Washburne        | Républicain                | 4 mars 1855 - 3 mars 1863           | 34e - 37e      | Élu en 1852. Réélu en 1854. Réélu en 1856. Réélu en 1858. Réélu en 1860. | 1853 – 1863       |
| Isaac N. Arnold (en)      | Républicain                | 4 mars 1863 - 3 mars 1865           | 38e            | Élu en 1862. | 1863 – 1873       |
| John Wentworth            | Républicain                | 4 mars 1865 - 3 mars 1867           | 39e            | Élu en 1864. | 1863 – 1873       |
| Norman B. Judd (en)       | Républicain                | 4 mars 1867 - 3 mars 1871           | 40e , 41e      | Élu en 1866. Réélu en 1868. Retrait. | 1863 – 1873       |
| Charles B. Farwell        | Républicain                | 4 mars 1871 - 3 mars 1873           | 42e            | Élu en 1870. | 1863 – 1873       |
| John B. Rice (en)         | Républicain                | 4 mars 1873 - 17 décembre 1874      | 43e            | Élu en 1872. Retrait et décède. | 1873 – 1883       |
| Vacant                    | Vacant                     | 17 décembre 1874 - 1er février 1875 | 43e            | | 1873 – 1883       |
| Bernard G. Caulfield (en) | Démocrate                  | 1er février 1875 - 3 mars 1877      | 43e , 44e      | Élu pour terminer le mandat de Rice. Réélu en 1874. Retrait. | 1873 – 1883       |
| William Aldrich (en)      | Républicain                | 4 mars 1877 - 3 mars 1883           | 45e - 47e      | Élu en 1876. Réélu en 1878. Réélu en 1880. perd sa renomination. | 1873 – 1883       |
| Ransom W. Dunham (en)     | Républicain                | 4 mars 1883 - 3 mars 1889           | 48e - 50e      | Élu en 1882. Réélu en 1884. Réélu en 1886. Retrait. | 1883 – 1895       |
| Abner Taylor (en)         | Républicain                | 4 mars 1889 - 3 mars 1893           | 51e , 52e      | Élu en 1888. Réélu en 1890. Retrait. | 1883 – 1895       |
| J. Frank Aldrich (en)     | Républicain                | 4 mars 1893 - 3 mars 1897           | 53e , 54e      | Élu en 1892. Réélu en 1894.</r >Retrait. | 1883 – 1895       |
| J. Frank Aldrich (en)     | Républicain                | 4 mars 1893 - 3 mars 1897           | 53e , 54e      | Élu en 1892. Réélu en 1894.</r >Retrait. | 1895 – 1903       |
| James Robert Mann         | Républicain                | 4 mars 1897 - 3 mars 1903           | 55e - 57e      | Élu en 1896. Réélu en 1898. Réélu en 1900. Redécoupage vers le 2e district. |                   |
| Martin Emerich (en)       | Démocrate                  | 4 mars 1903 - 3 mars 1905           | 58e            | Élu en 1902. Retrait. | 1903 – 1949       |
| Martin B. Madden (en)     | Républicain                | 4 mars 1905 - 27 avril 1928         | 59e - 70e      | Élu en 1902. Réélu en 1904. Réélu en 1906. Réélu en 1908. Réélu en 1910. Réélu en 1912. Réélu en 1914. Réélu en 1916.</r >Réélu en 1918. Réélu en 1920. Réélu en 1922. Réélu en 1924. Réélu en 1926. Décès.                             | 1903 – 1949       |
| Vacant                    | Vacant                     | 27 avril 1928 - 3 mars 1929         |                | | 1903 – 1949       |
| Oscart S. De Priest (en)  | Républicain                | 4 mars 1929 - 3 janvier 1935        | 71e - 73e      | Élu en 1928. Réélu en 1930. Réélu en 1932. Perd sa réélection. | 1903 – 1949       |
| Arthur W. Mitchell (en)   | Démocrate                  | 3 janvier 1935 - 3 janvier 1943     | 74e - 77e      | Élu en 1934. Réélu en 1936. Réélu en 1938. Réélu en 1940. Retrait. | 1903 – 1949       |
| William L. Dawson         | Démocrate                  | 3 janvier 1943 - 9 novembre 1970    | 78e - 91e      | Élu en 1942. Réélu en 1944. Réélu en 1946. Réélu en 1948. Réélu en 1950. Réélu en 1952.vRéélu en 1954. Réélu en 1956. Réélu en 1958. Réélu en 1960. Réélu en 1962. Réélu en 1964. Réélu en 1966. Réélu en 1968. Réélu en 1970. Décès.   | 1903 – 1949       |
| William L. Dawson         | Démocrate                  | 3 janvier 1943 - 9 novembre 1970    | 78e - 91e      | Élu en 1942. Réélu en 1944. Réélu en 1946. Réélu en 1948. Réélu en 1950. Réélu en 1952.vRéélu en 1954. Réélu en 1956. Réélu en 1958. Réélu en 1960. Réélu en 1962. Réélu en 1964. Réélu en 1966. Réélu en 1968. Réélu en 1970. Décès.   | 1949 – 1963       |
| William L. Dawson         | Démocrate                  | 3 janvier 1943 - 9 novembre 1970    | 78e - 91e      | Élu en 1942. Réélu en 1944. Réélu en 1946. Réélu en 1948. Réélu en 1950. Réélu en 1952.vRéélu en 1954. Réélu en 1956. Réélu en 1958. Réélu en 1960. Réélu en 1962. Réélu en 1964. Réélu en 1966. Réélu en 1968. Réélu en 1970. Décès.   | 1963 – 1967       |
| William L. Dawson         | Démocrate                  | 3 janvier 1943 - 9 novembre 1970    | 78e - 91e      | Élu en 1942. Réélu en 1944. Réélu en 1946. Réélu en 1948. Réélu en 1950. Réélu en 1952.vRéélu en 1954. Réélu en 1956. Réélu en 1958. Réélu en 1960. Réélu en 1962. Réélu en 1964. Réélu en 1966. Réélu en 1968. Réélu en 1970. Décès.   | 1967 – 1973       |
| Vacant                    | Vacant                     | 9 novembre 1970 - 3 janvier 1971    |                | |                   |
| Ralph Metcalfe            | Démocrate                  | 3 janvier 1971 - 10 octobre 1978    | 92e - 95e      | Élu pour terminer le mandat de Dawson. Réélu en 1972. Réélu en 1974. Réélu en 1976. Décès. |                   |
| Ralph Metcalfe            | Démocrate                  | 3 janvier 1971 - 10 octobre 1978    | 92e - 95e      | Élu pour terminer le mandat de Dawson. Réélu en 1972. Réélu en 1974. Réélu en 1976. Décès. | 1973 – 1983       |
| Vacant                    | Vacant                     | 10 octobre 1978 - 3 janvier 1979    |                | |                   |
| Bennett M. Stewart (en)   | Démocrate                  | 3 janvier 1979 - 3 janvier 1981     | 96e            | Élu en 1978. perd sa renomination. |                   |
| Harold Washington         | Démocrate                  | 3 janvier 1981 - 30 avril 1983      | 97e , 98e      | Élu en 1980. Réélu en 1982. Démissionne pour devenir Maire de Chicago. |                   |
| Harold Washington         | Démocrate                  | 3 janvier 1981 - 30 avril 1983      | 97e , 98e      | Élu en 1980. Réélu en 1982. Démissionne pour devenir Maire de Chicago. | 1983 – 1993       |
| Vacant                    | Vacant                     | 30 avril 1983 - 23 août 1983        |                | |                   |
| Charles A. Hayes (en)     | Démocrate                  | 23 août 1983 - 3 janvier 1993       | 98e - 102e     | Élu pour terminer le mandat de Washington. Réélu en 1984. Réélu en 1986. Réélu en 1988. Réélu en 1990. perd sa renomination. |                   |
| Bobby Rush                | Démocrate                  | 3 janvier 1993 - 3 janvier 2023     | 103e - 117e    | Élu en 1992. Réélu en 1994. Réélu en 1996. Réélu en 1998. Réélu en 2000. Réélu en 2002. Réélu en 2004. Réélu en 2006. Réélu en 2008. Réélu en 2010. Réélu en 2012. Réélu en 2014. Réélu en 2016. Réélu en 2018. Réélu en 2020. Retrait. | 1993 – 2003       |
| Bobby Rush                | Démocrate                  | 3 janvier 1993 - 3 janvier 2023     | 103e - 117e    | Élu en 1992. Réélu en 1994. Réélu en 1996. Réélu en 1998. Réélu en 2000. Réélu en 2002. Réélu en 2004. Réélu en 2006. Réélu en 2008. Réélu en 2010. Réélu en 2012. Réélu en 2014. Réélu en 2016. Réélu en 2018. Réélu en 2020. Retrait. | 2003 – 2013       |
| Bobby Rush                | Démocrate                  | 3 janvier 1993 - 3 janvier 2023     | 103e - 117e    | Élu en 1992. Réélu en 1994. Réélu en 1996. Réélu en 1998. Réélu en 2000. Réélu en 2002. Réélu en 2004. Réélu en 2006. Réélu en 2008. Réélu en 2010. Réélu en 2012. Réélu en 2014. Réélu en 2016. Réélu en 2018. Réélu en 2020. Retrait. | 2013 – 2023       |
| Jonathan Jackson          | Démocrate                  | 3 janvier 2023 - Présent            | 118e           | Élu en 2022. | 2023 – Présent    |

## Résultats des récentes élections
Voici les résultats des dix précédents cycles électoraux dans le district.

### 2004
| Élection de 2004 du 1er district congressionnel de l'Illinois | Élection de 2004 du 1er district congressionnel de l'Illinois | Élection de 2004 du 1er district congressionnel de l'Illinois | Élection de 2004 du 1er district congressionnel de l'Illinois | Élection de 2004 du 1er district congressionnel de l'Illinois |
| ------------------------------------------------------------- | ------------------------------------------------------------- | ------------------------------------------------------------- | ------------------------------------------------------------- | ------------------------------------------------------------- |
| Parti                                                         | Parti                                                         | Candidat                                                      | Votes                                                         | %                                                             |
|                                                               | Démocrate                                                     | Bobby Rush (sortant)                                          | 211 115                                                       | 84,82                                                         |
|                                                               | Républicain                                                   | Raymond G. Wardingley                                         | 37 793                                                        | 15,18                                                         |
| Total des votes                                               | Total des votes                                               | Total des votes                                               | 248 908                                                       | 100 %                                                         |
|                                                               | Les Démocrates conservent                                     |                                                               |                                                               |                                                               |

### 2006
| Élection de 2006 du 1er district congressionnel de l'Illinois | Élection de 2006 du 1er district congressionnel de l'Illinois | Élection de 2006 du 1er district congressionnel de l'Illinois | Élection de 2006 du 1er district congressionnel de l'Illinois | Élection de 2006 du 1er district congressionnel de l'Illinois |
| ------------------------------------------------------------- | ------------------------------------------------------------- | ------------------------------------------------------------- | ------------------------------------------------------------- | ------------------------------------------------------------- |
| Parti                                                         | Parti                                                         | Candidat                                                      | Votes                                                         | %                                                             |
|                                                               | Démocrate                                                     | Bobby Rush (sortant)                                          | 146 623                                                       | 84,06                                                         |
|                                                               | Républicain                                                   | Jason E. Tabour                                               | 27 804                                                        | 15,94                                                         |
| Total des votes                                               | Total des votes                                               | Total des votes                                               | 174 427                                                       | 100 %                                                         |
|                                                               | Les Démocrates conservent                                     |                                                               |                                                               |                                                               |

### 2008
| Élection de 2008 du 1er district congressionnel de l'Illinois | Élection de 2008 du 1er district congressionnel de l'Illinois | Élection de 2008 du 1er district congressionnel de l'Illinois | Élection de 2008 du 1er district congressionnel de l'Illinois | Élection de 2008 du 1er district congressionnel de l'Illinois |
| ------------------------------------------------------------- | ------------------------------------------------------------- | ------------------------------------------------------------- | ------------------------------------------------------------- | ------------------------------------------------------------- |
| Parti                                                         | Parti                                                         | Candidat                                                      | Votes                                                         | %                                                             |
|                                                               | Démocrate                                                     | Bobby Rush (sortant)                                          | 233 036                                                       | 85,87                                                         |
|                                                               | Républicain                                                   | Antoine Members                                               | 38 361                                                        | 14,13                                                         |
| Total des votes                                               | Total des votes                                               | Total des votes                                               | 271 397                                                       | 100 %                                                         |
|                                                               | Les Démocrates conservent                                     |                                                               |                                                               |                                                               |

### 2010
| Élection de 2010 du 1er district congressionnel de l'Illinois | Élection de 2010 du 1er district congressionnel de l'Illinois | Élection de 2010 du 1er district congressionnel de l'Illinois | Élection de 2010 du 1er district congressionnel de l'Illinois | Élection de 2010 du 1er district congressionnel de l'Illinois |
| ------------------------------------------------------------- | ------------------------------------------------------------- | ------------------------------------------------------------- | ------------------------------------------------------------- | ------------------------------------------------------------- |
| Parti                                                         | Parti                                                         | Candidat                                                      | Votes                                                         | %                                                             |
|                                                               | Démocrate                                                     | Bobby Rush (sortant)                                          | 148 170                                                       | 80,36                                                         |
|                                                               | Républicain                                                   | Raymond G. Wardingley                                         | 29 253                                                        | 15,87                                                         |
|                                                               | Vert                                                          | Jeff Adams                                                    | 6963                                                          | 3,78                                                          |
| Total des votes                                               | Total des votes                                               | Total des votes                                               | 184 386                                                       | 100 %                                                         |
|                                                               | Les Démocrates conservent                                     |                                                               |                                                               |                                                               |

### 2012
| Élection de 2012 du 1er district congressionnel de l'Illinois | Élection de 2012 du 1er district congressionnel de l'Illinois | Élection de 2012 du 1er district congressionnel de l'Illinois | Élection de 2012 du 1er district congressionnel de l'Illinois | Élection de 2012 du 1er district congressionnel de l'Illinois |
| ------------------------------------------------------------- | ------------------------------------------------------------- | ------------------------------------------------------------- | ------------------------------------------------------------- | ------------------------------------------------------------- |
| Parti                                                         | Parti                                                         | Candidat                                                      | Votes                                                         | %                                                             |
|                                                               | Démocrate                                                     | Bobby Rush (sortant)                                          | 236 854                                                       | 73,8                                                          |
|                                                               | Républicain                                                   | Donald Peloquin                                               | 83 989                                                        | 26,2                                                          |
|                                                               | Indépendant                                                   | John Hawkins (write-in)                                       | 1                                                             | 0,0                                                           |
| Total des votes                                               | Total des votes                                               | Total des votes                                               | 320 844                                                       | 100 %                                                         |
|                                                               | Les Démocrates conservent                                     |                                                               |                                                               |                                                               |

### 2014
| Élection de 2014 du 1er district congressionnel de l'Illinois | Élection de 2014 du 1er district congressionnel de l'Illinois | Élection de 2014 du 1er district congressionnel de l'Illinois | Élection de 2014 du 1er district congressionnel de l'Illinois | Élection de 2014 du 1er district congressionnel de l'Illinois |
| ------------------------------------------------------------- | ------------------------------------------------------------- | ------------------------------------------------------------- | ------------------------------------------------------------- | ------------------------------------------------------------- |
| Parti                                                         | Parti                                                         | Candidat                                                      | Votes                                                         | %                                                             |
|                                                               | Démocrate                                                     | Bobby Rush (sortant)                                          | 162 268                                                       | 73,1                                                          |
|                                                               | Républicain                                                   | Jimmy Lee Tillman                                             | 59 749                                                        | 26,9                                                          |
| Total des votes                                               | Total des votes                                               | Total des votes                                               | 222 017                                                       | 100 %                                                         |
|                                                               | Les Démocrates conservent                                     |                                                               |                                                               |                                                               |

### 2016
| Élection de 2016 du 1er district congressionnel de l'Illinois | Élection de 2016 du 1er district congressionnel de l'Illinois | Élection de 2016 du 1er district congressionnel de l'Illinois | Élection de 2016 du 1er district congressionnel de l'Illinois | Élection de 2016 du 1er district congressionnel de l'Illinois |
| ------------------------------------------------------------- | ------------------------------------------------------------- | ------------------------------------------------------------- | ------------------------------------------------------------- | ------------------------------------------------------------- |
| Parti                                                         | Parti                                                         | Candidat                                                      | Votes                                                         | %                                                             |
|                                                               | Démocrate                                                     | Bobby Rush (sortant)                                          | 234 037                                                       | 74,1                                                          |
|                                                               | Républicain                                                   | August Deuser                                                 | 81 817                                                        | 25,9                                                          |
|                                                               | Indépendant                                                   | Tabitha Carson (write-in)                                     | 8                                                             | 0,0                                                           |
| Total des votes                                               | Total des votes                                               | Total des votes                                               | 315 862                                                       | 100 %                                                         |
|                                                               | Les Démocrates conservent                                     |                                                               |                                                               |                                                               |

### 2018
| Élection de 2018 du 1er district congressionnel de l'Illinois | Élection de 2018 du 1er district congressionnel de l'Illinois | Élection de 2018 du 1er district congressionnel de l'Illinois | Élection de 2018 du 1er district congressionnel de l'Illinois | Élection de 2018 du 1er district congressionnel de l'Illinois |
| ------------------------------------------------------------- | ------------------------------------------------------------- | ------------------------------------------------------------- | ------------------------------------------------------------- | ------------------------------------------------------------- |
| Parti                                                         | Parti                                                         | Candidat                                                      | Votes                                                         | %                                                             |
|                                                               | Démocrate                                                     | Bobby Rush (sortant)                                          | 189 560                                                       | 73,5                                                          |
|                                                               | Républicain                                                   | Jimmy Lee Tillman, II                                         | 50 960                                                        | 19,8                                                          |
|                                                               | Indépendant                                                   | Thomas Rudbeck                                                | 17 365                                                        | 6,7                                                           |
| Total des votes                                               | Total des votes                                               | Total des votes                                               | 257 885                                                       | 100 %                                                         |
|                                                               | Les Démocrates conservent                                     |                                                               |                                                               |                                                               |

### 2020
| Élection de 2020 du 1er district congressionnel de l'Illinois | Élection de 2020 du 1er district congressionnel de l'Illinois | Élection de 2020 du 1er district congressionnel de l'Illinois | Élection de 2020 du 1er district congressionnel de l'Illinois | Élection de 2020 du 1er district congressionnel de l'Illinois |
| ------------------------------------------------------------- | ------------------------------------------------------------- | ------------------------------------------------------------- | ------------------------------------------------------------- | ------------------------------------------------------------- |
| Parti                                                         | Parti                                                         | Candidat                                                      | Votes                                                         | %                                                             |
|                                                               | Démocrate                                                     | Bobby Rush (sortant)                                          | 239 943                                                       | 73,80                                                         |
|                                                               | Républicain                                                   | Philanise White                                               | 85 027                                                        | 26,15                                                         |
|                                                               | Write-In                                                      | Write-In                                                      | 25                                                            | 0,01                                                          |
| Total des votes                                               | Total des votes                                               | Total des votes                                               | 237 425                                                       | 100 %                                                         |
|                                                               | Les Démocrates conservent                                     |                                                               |                                                               |                                                               |

### 2022
| Primaire Républicaine de 2022 du 1er district congressionnel de l'Illinois | Primaire Républicaine de 2022 du 1er district congressionnel de l'Illinois | Primaire Républicaine de 2022 du 1er district congressionnel de l'Illinois | Primaire Républicaine de 2022 du 1er district congressionnel de l'Illinois | Primaire Républicaine de 2022 du 1er district congressionnel de l'Illinois |
| -------------------------------------------------------------------------- | -------------------------------------------------------------------------- | -------------------------------------------------------------------------- | -------------------------------------------------------------------------- | -------------------------------------------------------------------------- |
| Parti                                                                      | Parti                                                                      | Candidat                                                                   | Votes                                                                      | %                                                                          |
|                                                                            | Républicain                                                                | Eric Carlson                                                               | 10 755                                                                     | 40,5                                                                       |
|                                                                            | Républicain                                                                | Jeff Regnier                                                               | 10 375                                                                     | 39,0                                                                       |
|                                                                            | Républicain                                                                | Geno Young                                                                 | 3853                                                                       | 14,5                                                                       |
|                                                                            | Républicain                                                                | Philanise White                                                            | 1598                                                                       | 6,0                                                                        |

| Primaire Démocrate de 2022 du 1er district congressionnel de l'Illinois | Primaire Démocrate de 2022 du 1er district congressionnel de l'Illinois | Primaire Démocrate de 2022 du 1er district congressionnel de l'Illinois | Primaire Démocrate de 2022 du 1er district congressionnel de l'Illinois | Primaire Démocrate de 2022 du 1er district congressionnel de l'Illinois |
| ----------------------------------------------------------------------- | ----------------------------------------------------------------------- | ----------------------------------------------------------------------- | ----------------------------------------------------------------------- | ----------------------------------------------------------------------- |
| Parti                                                                   | Parti                                                                   | Candidat                                                                | Votes                                                                   | %                                                                       |
|                                                                         | Démocrate                                                               | Jonathan Jackson                                                        | 21 607                                                                  | 28,2                                                                    |
|                                                                         | Démocrate                                                               | Pat Dowell                                                              | 14 594                                                                  | 19,0                                                                    |
|                                                                         | Démocrate                                                               | Karin Norington-Reaves                                                  | 10 825                                                                  | 14,1                                                                    |
|                                                                         | Démocrate                                                               | Jacqueline Collins                                                      | 9299                                                                    | 12,1                                                                    |
|                                                                         | Démocrate                                                               | Chris Butler                                                            | 4141                                                                    | 5,4                                                                     |
|                                                                         | Démocrate                                                               | Jahmal Cole                                                             | 4045                                                                    | 5,3                                                                     |
|                                                                         | Démocrate                                                               | Jonathan Swain                                                          | 2554                                                                    | 3,3                                                                     |
|                                                                         | Démocrate                                                               | Michael Thompson                                                        | 1680                                                                    | 2,2                                                                     |
|                                                                         | Démocrate                                                               | Charise Williams                                                        | 1601                                                                    | 2,1                                                                     |
|                                                                         | Démocrate                                                               | Cassandra Goodrum                                                       | 1422                                                                    | 1,8                                                                     |
|                                                                         | Démocrate                                                               | Robert Palmer                                                           | 901                                                                     | 1,2                                                                     |
|                                                                         | Démocrate                                                               | Marcus Lewis                                                            | 899                                                                     | 1,2                                                                     |
|                                                                         | Démocrate                                                               | Nykea Pippion McGriff                                                   | 892                                                                     | 1,2                                                                     |
|                                                                         | Démocrate                                                               | Terre Layng Rosner                                                      | 780                                                                     | 1,0                                                                     |
|                                                                         | Démocrate                                                               | Ammena Nurr Matthews                                                    | 686                                                                     | 0,9                                                                     |
|                                                                         | Démocrate                                                               | Kirby Birgans                                                           | 511                                                                     | 0,7                                                                     |
|                                                                         | Démocrate                                                               | Steven DeJoie                                                           | 251                                                                     | 0,3                                                                     |

| Élection de 2022 du 1er district congressionnel de l'Illinois | Élection de 2022 du 1er district congressionnel de l'Illinois | Élection de 2022 du 1er district congressionnel de l'Illinois | Élection de 2022 du 1er district congressionnel de l'Illinois | Élection de 2022 du 1er district congressionnel de l'Illinois |
| ------------------------------------------------------------- | ------------------------------------------------------------- | ------------------------------------------------------------- | ------------------------------------------------------------- | ------------------------------------------------------------- |
| Parti                                                         | Parti                                                         | Candidat                                                      | Votes                                                         | %                                                             |
|                                                               | Démocrate                                                     | Jonathan Jackson                                              | 159 142                                                       | 67,0                                                          |
|                                                               | Républicain                                                   | Eric Carlson                                                  | 78 258                                                        | 33,0                                                          |
|                                                               | Indépendant                                                   | Tori Nicholson (write-in)                                     | 13                                                            | 0,                                                            |
|                                                               | Indépendant                                                   | Babette Peton (write-in)                                      | 12                                                            | 0,0                                                           |
| Total des votes                                               | Total des votes                                               | Total des votes                                               | 237 425                                                       | 100 %                                                         |
|                                                               | Les Démocrates conservent                                     |                                                               |                                                               |                                                               |

### 2024
| Primaire Démocrate de 2024 du 1er district congressionnel de l'Illinois | Primaire Démocrate de 2024 du 1er district congressionnel de l'Illinois | Primaire Démocrate de 2024 du 1er district congressionnel de l'Illinois | Primaire Démocrate de 2024 du 1er district congressionnel de l'Illinois | Primaire Démocrate de 2024 du 1er district congressionnel de l'Illinois |
| ----------------------------------------------------------------------- | ----------------------------------------------------------------------- | ----------------------------------------------------------------------- | ----------------------------------------------------------------------- | ----------------------------------------------------------------------- |
| Parti                                                                   | Parti                                                                   | Candidat                                                                | Votes                                                                   | %                                                                       |
|                                                                         | Démocrate                                                               | Jonathan Jackson (sortant)                                              | 72 420                                                                  | 100%                                                                    |

| Primaire Républicaine de 2024 du 1er district congressionnel de l'Illinois | Primaire Républicaine de 2024 du 1er district congressionnel de l'Illinois | Primaire Républicaine de 2024 du 1er district congressionnel de l'Illinois | Primaire Républicaine de 2024 du 1er district congressionnel de l'Illinois | Primaire Républicaine de 2024 du 1er district congressionnel de l'Illinois |
| -------------------------------------------------------------------------- | -------------------------------------------------------------------------- | -------------------------------------------------------------------------- | -------------------------------------------------------------------------- | -------------------------------------------------------------------------- |
| Parti                                                                      | Parti                                                                      | Candidat                                                                   | Votes                                                                      | %                                                                          |
|                                                                            | Républicain                                                                | Marcus Lewis                                                               | 15 282                                                                     | 80,0                                                                       |
|                                                                            | Républicain                                                                | Montelle Gaji                                                              | 3814                                                                       | 20,0                                                                       |

| Élection de 2024 du 1er district congressionnel de l'Illinois | Élection de 2024 du 1er district congressionnel de l'Illinois | Élection de 2024 du 1er district congressionnel de l'Illinois | Élection de 2024 du 1er district congressionnel de l'Illinois | Élection de 2024 du 1er district congressionnel de l'Illinois |
| ------------------------------------------------------------- | ------------------------------------------------------------- | ------------------------------------------------------------- | ------------------------------------------------------------- | ------------------------------------------------------------- |
| Parti                                                         | Parti                                                         | Candidat                                                      | Votes                                                         | %                                                             |
|                                                               | Démocrate                                                     | Jonathan Jackson (sortant)                                    | 208 398                                                       | 65,8                                                          |
|                                                               | Républicain                                                   | Marcus Lewis                                                  | 108 064                                                       | 34,1                                                          |
|                                                               | Write-In                                                      | Write-In                                                      | 45                                                            | 0,0                                                           |
| Total des votes                                               | Total des votes                                               | Total des votes                                               | 316 507                                                       | 100 %                                                         |
|                                                               | Les Démocrates conservent                                     |                                                               |                                                               |                                                               |